# 希特擬鱥
希特擬鱥（學名：Pseudophoxinus hittitorum），為輻鰭魚綱鯉形目雅羅魚科的其中一個種，分布亞洲土耳其安納托利亞中部的貝謝希爾湖流域，被IUCN列為瀕危保育類動物，體長可達8.6公分，棲息在湖泊底中層水域，生活習性不明。

## 扩展阅读
維基物種上的相關：希特擬鱥